# Hoghilag
Hoghilag là một xã thuộc hạt Sibiu, România. Dân số thời điểm năm 2002 là 2155 người.